# Pablo Cebrián
Pablo Luis Cebrián Valera (Tenerife, 4 de marzo de 1977) es un productor, compositor y artista español.

## Biografía

### 2004–2008
Fábula, grupo musical indie-rock formado por Pablo Cebrián e Iván Mur. Publicó 3 álbumes (1 EP y dos álbumes de estudio) antes de separarse "de manera indefinida e irrevocable". El grupo tuvo un gran éxito publicando trabajos con una gran producción (del propio Pablo Cebrián), y unas letras, en español, muy cuidadas y elaboradas.[cita requerida] Fueron teloneros de R.E.M., banda de rock alternativo estadounidense.
En 2004, salió a la venta un EP (Fábula) con 4 temas que dio paso al primer LP de estudio Círculo vital, compuesto por 14 canciones, publicado en enero de 2005. Tuvo una reedición que incluía un DVD con los videoclips de los sencillos. Posteriormente, en 2007, publicaron Crisálida, un LP con 12 temas.

### 2008–actualidad
Ha producido hasta la fecha más de 100 discos para artistas como David Bisbal, Manuel Carrasco, Sergio Dalma, Nach & Residente, Aitana, Álex Ubago, Raphael, Carlos Rivera, Malú, Alfred García, Pastora Soler, Morat, Pedro Guerra Miriam, Rodríguez, Ketama,India Martínez, Nach, Tote King, DVICIO, Paty Cantú, Conchita, Luis Ramiro, Marwan, Ele, Pitingo, Sweet California, Georgina, María Toledo, Julia Medina y Carmen Paris, entre otros.
Sus producciones han vendido más de medio millón de copias en todo el mundo y ha sido varias veces nominado a los Latin Grammy.
Coautor de Si tú la quieres, canción ganadora a "Mejor Canción" en los 40 Awards 2020 interpretada por David Bisbal y Aitana.
Coautor de la canción "Volverán esos Momentos", tema principal de la campaña "Medidas Concretas" de Bankinter premiada con el Premio Ondas 2020 y Premio Espiga de Oro 2020.
Productor de "Resistiré 2020", en la que juntaron a más de 50 artistas, llegando a convirtiéndose en uno de los himnos durante la pandemia de COVID-19.

### 2012: Arcadia Music
Arcadia Music es el sello discográfico creado por Pablo Cebrián. Su finalidad es ayudar a la gente que tiene talento a desarrollarse de una manera auténtica, cuidando la producción al máximo y dedicando tiempo a cada trabajo. Él mismo dice que Arcadia es una familia más que una empresa.

## Trabajo
Algunos de sus trabajos son:
- "A través de mi" (2015), álbum de Nach
- "Bailar en viento" (2015), álbum de Manuel Carrasco
- "Dalma" (2015), álbum de Sergio Dalma
- "La tristeza de la vía láctea" (2015) , álbum de Lewin
- "Soul, bulería y más" (2015) , álbum de Pitingo
- "Esto era" (2014),  álbum de Conchita
- "Hijos del Mar" (2016),  álbum de David Bisbal
- "Canciones Impuntuales" (2017), álbum de Alex Ubago
- "La Calma" (2017), álbum de Pastora Soler
- "Incendios" (2018), álbum de Conchita
- "Almanauta" (2018), álbum de Nach
- "Rap Bruto" (2018), Single de Nach y Residente
- "Origen" (2018), álbum de Sweet California
- "El Embrujo" (2018), single de Morat
- "#333" (2018), álbum de Paty Cantu
- "A Partir de Hoy" (2018), Single de David Bisbal y Sebastián Yatra junto a Andrés Torres y Mauricio Rengifo
- "Vas a Quedarte" (2018), Single de Aitana producción vocal.
- "De Aki a Ketama" (2018), álbum de Ketama
- "La Cruz del Mapa" (2018), álbum de Manuel Carrasco
- "Sin Prisa" (2018), single de Nikone
- "Valeria" (2018), Single de DVICIO
- "Sentir" (2019), álbum de Pastora Soler
- "En Tus Planes" (2020), álbum de David Bisbal
- "Si tú la Quieres" (2020), Single de David Bisbal y Aitana
- "IMPULSO" (2020) , álbum de DVICIO
- "Palmeras" (2019), álbum de India Martínez
- "Resistiré 2020" (2020)
- "Raphael 6.0" (2020) , álbum de Raphael
- "Ya Pasará" (2020), single de Carlos Rivera
- "Prisión Esperanza" (2020), single de Manuel Carrasco
- "Si fuera Mía" (2020), álbum de Carlos Rivera
- "Pasarán" (2020), single de Nach y Juanes
- "Leyendas" (2021), álbum de Carlos Rivera
- " Los Espabilados" (2021), single de Alfred García
- "La Orilla" (2021), álbum de Conchita
- "El Viaje" (2021), álbum de Pedro Guerra
- "Me sigo Acordando" (2021), single de Marina Carmona
- "Secreto a Voces" (2021), single de Malú
- "Qué será de mí" (2021), single de Julia Medina producción.
- "Dirás" (2021), single de Marta Soto producción.
- "Lo Mejor" (2021), single de Bely Basarte producción.
- "Sin Equipaje" (2021), single de Marina Carmona producción.
- "Mil Batallas" (2021), álbum de Malú producción